# Синька (приток Тихвинки)
Синька — река в России, протекает по территории Вышневолоцкого и Спировского районов Тверской области. Устье реки находится в 46 км по левому берегу реки Тифины. Длина реки составляет 26 км, площадь водосборного бассейна — 92 км².

## Данные водного реестра
По данным государственного водного реестра России относится к Верхневолжскому бассейновому округу, водохозяйственный участок реки — Молога от истока и до устья, речной подбассейн реки — Реки бассейна Рыбинского водохранилища. Речной бассейн реки — (Верхняя) Волга до Куйбышевского водохранилища (без бассейна Оки).
Код объекта в государственном водном реестре — 08010200112110000005910.